# لمور یالدار سرخ
لمور یالدار سرخ (نام علمی: Varecia rubra) نام یک گونه از تیره لموریان است.